# 公布
公布（こうふ）とは、成立した法令の内容を広く民衆に周知させるため公示する天皇の行為。

## 概要
公布とは、国会等が可決して成立した法令の内容を、国民または住民が知りうる状態にする行為である。法令が現実に拘束力を発生させるためには、一般に公布の手続を踏むことが必要とされる。公布の方法は、主に政府や公の機関紙に掲載することによって行う場合と、特定の掲示板に掲載することによって行う場合がある。後者は中小規模の地方自治体の命令に多い。
日本国憲法（昭和憲法）では、憲法改正、法律、政令、条約については、内閣の助言と承認により、天皇が国事行為として公布すると定めている（日本国憲法第7条第1号）。その他の法令については、その制定機関が公布する。

公布の形式については、1947年（昭和22年）5月3日に内閣官制の廃止等に関する政令（昭和22年政令第4号）により公式令が廃止された後は、一部の法令を除いて、特段の定めはなかった。そのため、先例により、官報に掲載する方法で行われてきたが、2023年（令和5年）12月6日に参議院本会議で可決成立し、12月13日令和5年法律第85号として公布された官報の発行に関する法律により、遅くとも2025年（令和7年）までに行われる予定の同法の施行後は、法律に基づいて「公布は、官報をもって行う」ことになる。

## 公布の方法
官報に掲載して公布する方法は、1886年（明治19年）に勅令として制定された公文式（明治19年勅令第1号）によって初めて規定された。この勅令は、法令は官報をもって布告され、各府県毎に定めた「官報到達日数」の7日後から、各地域において施行されるとした。その後の1907年（明治40年）、公文式に代わり公式令（明治40年勅令第6号）が制定され、これにも官報に掲載する方法によることが規定された。なお、公文式においては、法令の公布と官報での布告と使い分けていたが、公式令においてはいずれも公布とされた。
ところが、日本国憲法施行の日の1947年（昭和22年）５月３日に、内閣官制の廃止等に関する政令（昭和22年政令第4号）により公式令は廃止されたにもかかわらず、これに代わる法令は制定されなかった。その後も官報への法令の掲載が続けられたが、根拠法令がないため、どのような状態になれば法令が公布されたと見ることができるのか（官報以外の手段で法令の内容を知りうる状態になった場合も、公布があったと言えるか）が問題となった。
この点について、第45代内閣総理大臣吉田茂は事務次官会議に『公式令廃止後の公文の方式等に関する件』を作るよう指示し、その第5項に「法令その他公文の公布は、従前の通り官報を以てする」との文言を入れさせた。これが遅くとも2025年までになされる予定の官報発行法の施行まで、官報への掲載が行われた根拠である。
最高裁判所の判例は、実際の取扱としては、公式令廃止後も、法令の公布を官報をもつてする従前の方法が行われて来たことは顕著な事実であると認定し、特に国家がこれに代わる他の適当な方法をもつて法令の公布を行うものであることが明らかな場合でない限りは、法令の公布は従前通り、官報をもつてせられるものと解するのが相当とし（最大判昭和32年12月28日刑集11巻14号3461号）、公布の時期については、一般の希望者が法令の掲載された官報を閲覧・購読しようと思えばできた最初の時点（最大判昭和33年10月15日刑集12巻14号3313頁）としている。
なお、官報及び法令全書に関する内閣府令（昭和24年総理府・大蔵省令第1号）第1条は、官報には憲法改正・法律・政令などを掲載する旨規定している。しかし、これは公布の方法について定めた規定とは解されていない。また、最高裁判所規則については、裁判所公文方式規則（昭和22年最高裁判所規則第1号）第2条で、会計検査院規則は、会計検査院規則の公布に関する規則（昭和22年5月3日会計検査院規則1号）第2条で、人事院規則及びその改廃については、国家公務員法（昭和22年法律第120号）第16条第2項で、それぞれ官報で公布する旨定めている。
こうした慣習について、経済界から「官報が紙の印刷物とされている慣習により、書面の廃止やデータの再利用が難しい」という要望がデジタル臨時行政調査会に寄せられたことから、2022年（令和4年）12月に同調査会で「明治以来紙で発行されてきた官報を電子化」する方針が決定された。しかし、官報を電子化するためはこれまでの慣習とは異なる官報の発行方法を法律で定めることや、これまで慣習法や慣行として行われてきた内容を法律に明文化することも必要となる。
このため、官報発行法案が国会に提出され可決成立したことにより、公式令廃止以来実に76年ぶりに官報に掲載すべき事項として官報による公布等が定められた。
地方自治法16条4項は、条例の公布に関し必要な事項は条例で定めるべきことを規定しており、都道府県や市町村は「公告式条例」、「条例等の公布に関する条例」といった名称の条例で、条令の公布方式を定めている。都道府県はその公報に掲載することによって、市町村は所定の掲示場に掲示することによって、条例を公布すると定めている例が多いようである。

## 公布の手続
- 「憲法改正」は、「国民投票において、憲法改正案に対する賛成の投票の数が…投票総数の二分の一を超えた場合は、当該憲法改正について日本国憲法第96条第1項の国民の承認があった」ものとされ、成立する。内閣総理大臣は、中央選挙管理会から総務大臣を通じて通知を受けた後、直ちに当該憲法改正の公布のための手続を執らなければならない（憲法改正国民投票法126条）。通知を受けた内閣総理大臣は、憲法改正を閣議にかけた後、天皇に奏上し、天皇は署名して御璽を押させ、憲法改正は再び閣議にかけられる。ここで内閣総理大臣と国務大臣が憲法改正に署名し、官報に掲載して公布する。

- 「法律」は、通常、両議院で可決したとき成立する。例外的に、参議院が法律案を否決したとき（または否決したとみなされたとき）、衆議院で出席議員の3分の2以上の多数で再び可決したときにも、法律は成立する。また、「一の地方公共団体のみに適用される特別法」（地方自治特別法）については、その地方公共団体の住民の投票においてその過半数の同意を得たときに成立する。法律が成立した後、最後の議決があった場合にはその院の議長から、衆議院の議決が国会の議決となった場合には衆議院議長から、内閣を経由して天皇に奏上される（国会法65条1項）。法律の公布は閣議決定事項であるが、公布を決定する閣議で主任の国務大臣の署名及び内閣総理大臣の連署もされる。その後、天皇は法律に署名して御璽を押させ、法律は法律番号が付けられて、官報に掲載されて公布される。なお、法律は、奏上の日から30日以内[注釈 1]に公布しなければならないと定められている。

- 「政令」は、閣議で決定された後、天皇に奏上され、官報に掲載され、公布される。政令の決定の閣議で公布についても決定するとなっており、決定と公布の閣議が別にされるのではない。

- 「条約」は、2国間条約であれば、通常は日本語が正文で作成されるので日本語正文が公布される。しかし、多国間条約であって日本語が正文でない場合は、2国間条約であっても共通言語として英語のみを正文とする場合は、その条約における正文（英語やフランス語など）が外務省による訳とともに官報に掲載され公布される。なお、外国語の正文はが２以上あるばあいでも官報に掲載するのはそのつちの一つのみである。外国語文は大正11（1922）年の「失業ニ関スル条約」（大正11年条約第6号）から掲載されたが、昭和16（1941）年から日本語のみのものが増え、昭和17（1942）年から昭和30（1955）年までは日本語のみの掲載となり、昭和31（1956）年以降、再び外国語文も掲載されている[10]。解釈の疑義がある場合の解釈は正文によることになるが、日本国憲法施行後10年近く、正文である外国語は公布されていなかったことから、法的に正文である外国語のままで公布されなければならないとまではいえない。地域的な包括的経済連携協定の公布では、正文と日本文（ただし日本文では、日本以外の国の譲許表は省略）を掲載した官報号外がA4判8,000ページもの分量に上った。

条約の公布の次期は、二国間条約の場合で、批准書の交換又はこれに準じる国内手続きの完了の通知の交換が発効要件の場合は、批准書の交換等の時点で公布され、その時点で発効の日も確定するため、公布と同時に発効日についての外務省告示がされる。
多国間条約で、全締約国の批准又は一定の数の締約国の批准が必要な場合や、二国間条約でも、手続き終了の通知が、それぞれの当事国が行う場合などは、日本の手続きが終了した段階では、発効が確定していないことがある。この場合の公布の時期については、2018年に国会承認された環太平洋パートナーシップに関する包括的及び先進的な協定においては、2018年 7月6日に効力発生のための通報を日本が行ったが、公布及び発効の告示は、発効の確定後の2018年12月27日であった。これに対し、2019年5月29日に国会承認された日・スペイン租税条約は、7月24日に日本側からスペイン側への通告がされ、7月26日に公布及び告示（締結に関するもの）がされたが、スペインからの通告は2021年2月12日となり、3月8日に告示（効力発生に関するもの）がされている。
この変更についての説明は外務省HPにはされていない。
　
- 条例は、普通地方公共団体の長が、再議その他の措置を講じた場合を除き、送付を受けた日から20日以内に公布しなければならない（地方自治法第16条第2項）。